# Flashbulb memory
La flashbulb memory, termine in lingua inglese traducibile come ricordo fotografico, istantanea fotografica o flash di memoria, corrisponde ad un tipo di ricordi correlati ad un evento particolarmente significativo (ad esempio un evento pubblico di eccezionale rilevanza). Tali ricordi risultano persistenti e particolarmente vividi, e mantenengono nell'individuo traccia non solo dell'evento in sé, ma anche del contesto personale, ossia il luogo in cui l'individuo si trovava, o altri dettagli personali, al momento in cui hanno appreso la notizia di tali eventi.
Questo concetto fu teorizzato nel 1977 da Brown e Kulik, che si focalizzarono su eventi quali l'assassinio di John F. Kennedy o di Martin Luther King. Nel 1982 Ulric Neisser criticò alcuni aspetti come il momento della formazioni di questo tipo di ricordi. Tali concetti sono stati ricercati anche nei ricordi correlati ad eventi recenti, nel 1984 da Rubin e Kozin e nel 1995 da Tromp, Koss, Figueredo e Tharan. Nel 1988 una ricerca di McCloskey, Wible e Cohen indagò sulla stabilità di tali ricordi, in questo caso correlati al disastro dello Space Shuttle Challenger, e lo stesso fecero Neisser e Harsh nel 1992, sempre sulla tragedia del Challenger. Nel 2003 Talarico e Rubin presero in esame i ricordi relativi agli attentati dell'11 settembre 2001. 